# Kevin Dunn
Kevin Dunn (24 de agosto de 1955), é um ator americano que apareceu em papéis coadjuvantes em vários filmes e séries de televisão desde a década de 1980.
Os papéis de Kevin incluem o diretor de comunicações da Casa Branca, Alan Reed, na comédia política Dave, o coronel do Exército dos EUA Hicks na versão de 1998 de Godzilla, um papel que ele reprisou na adaptação animada de Godzilla, o pai de Alan Abernathy, Stuart, em Pequenos Soldados, o pai de Sam Witwicky, Ron, na série de filmes Transformers, Oscar Galvin no thriller de ação de 2010 Unstoppable e o misantrópico chefe de gabinete da Casa Branca, Ben Cafferty, em Veep. Ele também teve papéis recorrentes em True Detective em 2014 e na adaptação da série de TV The Mosquito Coast de 2021.

## Vida pessoal
Dunn nasceu em Chicago, Illinois, filho de John Dunn, um músico e poeta, e sua esposa Margaret, uma enfermeira. Sua irmã é a atriz/comediante Nora Dunn . Ele também tem um irmão, Michael Dunn, professor de história e treinador de futebol americano. Ele foi criado em uma família católica e possui ascendência irlandesa, inglesa, escocesa e alemã. O ator se formou na Universidade de Illinois em 1977 e recebeu um doutorado honorário em 2008 pela mesma instituição.[carece de fontes?]

## Carreira
Kevin Dunn apareceu em muitas apresentações ao vivo em Chicago e seus subúrbios, incluindo as companhias de teatro Northlight, Remains, Wisdom Bridge e Goodman antes de sua carreira na TV e no cinema. O trabalho de Dunn inclui Samantha Who?, uma série que apareceu na ABC de 2007 a 2009, além de interpretar Ron Witwicky na série de filmes Transformers de Michael Bay. Suas aparições em filmes incluem Pequenos Soldados, Ecos da Morte, Godzilla, Snake Eyes, Nixon, Mad Love, Os Caça-Fantasmas II, Dave, Beethoven's 2nd, Hot Shots!, e 1492: Conquista do Paraíso. O ator também interpretou Murry Wilson em uma minissérie de 2000, The Beach Boys: An American Family . Ele interpretou o conselheiro da Casa Branca do presidente Richard Nixon, Charles Colson, em Nixon e interpretou o conselheiro de Segurança Nacional do presidente Bill Clinton, Sandy Berger, na minissérie da ABC The Path to 9/11 . Em 2000, ele coestrelou Bette, uma sitcom estrelada por Bette Midler, na qual interpretou o marido dela nos primeiros 11 episódios do programa. De 2004 a 2006, Dunn teve um pequeno papel recorrente como Terry Hardwick, um treinador de beisebol e mentor do personagem de Tyler Hoechlin, Martin Brewer, no drama familiar de longa duração 7th Heaven .
Dunn interpretou Joel Horneck, o amigo de infância de Jerry, no episódio " Male Unbonding " de Seinfeld. Ele também teve uma pequena participação no filme Live Free or Die Hard e do filme Gridiron Gang, de 2006.

## Filmografia

### Filme
| Ano  | Título                              | Papel                                   | Notas                            |
| ---- | ----------------------------------- | --------------------------------------- | -------------------------------- |
| 1988 | Mississippi Burning                 | Agente Bird                             |                                  |
| 1989 | Ghostbusters II                     | Milton Angland                          |                                  |
| 1990 | Blue Steel                          | Stanley Hoyt                            |                                  |
| 1990 | Marked for Death                    | Agente Sal Roselli                      |                                  |
| 1990 | The Bonfire of the Vanities         | Tom Killian                             |                                  |
| 1991 | Only the Lonely                     | Patrick Muldoon                         |                                  |
| 1991 | Hot Shots!                          | Comandante Lieutenant Block             |                                  |
| 1992 | 1492: Conquest of Paradise          | Capitão Mendez                          |                                  |
| 1992 | Chaplin                             | Diretor do FBI J. Edgar Hoover          |                                  |
| 1993 | Dave                                | Alan Reed                               |                                  |
| 1993 | Beethoven's 2nd                     | Brillo, Missy's Owner                   | Não creditado                    |
| 1994 | Little Big League                   | Arthur Goslin                           |                                  |
| 1995 | Mad Love                            | Clifford Leland                         |                                  |
| 1995 | Nixon                               | Charles Colson                          |                                  |
| 1996 | Chain Reaction                      | FBI Agent Doyle                         |                                  |
| 1997 | The Sixth Man                       | Mikulski                                |                                  |
| 1997 | Picture Perfect                     | Mr. Mercer                              |                                  |
| 1998 | Godzilla                            | Colonel Tony Hicks                      |                                  |
| 1998 | Almost Heroes                       | Hidalgo                                 |                                  |
| 1998 | Small Soldiers                      | Stuart Abernathy                        |                                  |
| 1998 | Snake Eyes                          | Lou Logan, Reporter                     |                                  |
| 1999 | Stir of Echoes                      | Frank McCarthy                          |                                  |
| 2002 | Confessions                         | Desconhecido                            | Curta-metragem                   |
| 2004 | I Heart Huckabees                   | Marty                                   |                                  |
| 2006 | The Darwin Awards                   | Insurance Executive                     |                                  |
| 2006 | Live Free or Die                    | Chief Monson                            |                                  |
| 2006 | The Black Dahlia                    | Cleo A. Short, Elizabeth Short's Father |                                  |
| 2006 | Gridiron Gang                       | Ted Dexter                              |                                  |
| 2006 | All the King's Men                  | Alex                                    |                                  |
| 2007 | Transformers                        | Ron Witwicky                            |                                  |
| 2007 | Lions for Lambs                     | Howard, ANX Editor                      |                                  |
| 2008 | Vicky Cristina Barcelona            | Mark                                    |                                  |
| 2009 | Transformers: Revenge of the Fallen | Ron Witwicky                            |                                  |
| 2010 | Unstoppable                         | Oscar Galvin                            |                                  |
| 2011 | You May Not Kiss the Bride          | Agente Ross                             |                                  |
| 2011 | Transformers: Dark of the Moon      | Ron Witwicky                            |                                  |
| 2011 | Warrior                             | Principal Joe Zito                      |                                  |
| 2011 | Kumpania: Flamenco Los Angeles      | —                                       | Documentário; Produtor executivo |
| 2012 | Fire with Fire                      | Agent Calvin Mullens                    |                                  |
| 2013 | Jobs                                | Dr. Gil Amelio                          |                                  |
| 2013 | The Frozen Ground                   | Lieutenant Bob Jent                     |                                  |
| 2014 | Cesar Chavez                        | Dr. Arlo                                |                                  |
| 2014 | Draft Day                           | Marvin                                  |                                  |
| 2015 | Ashby                               | Treinador Bruton                        |                                  |
| 2015 | Slow Learners                       | Darren Lowry                            |                                  |
| 2016 | Keeping Up with the Joneses         | Carl Pronger                            |                                  |
| 2017 | The Bachelors                       | Paul Abernac                            |                                  |
| 2018 | Trading Paint                       | "Stumpy"                                |                                  |
| 2019 | Captive State                       | Oficial Igoe                            |                                  |
| 2019 | Standing Up, Falling Down           | Gary Rollins                            |                                  |
| 2019 | Above Suspicion                     | Bob Singer                              |                                  |
| 2021 | Thunder Force                       | Frank                                   |                                  |
| 2021 | Catch the Fair One                  | Willie                                  |                                  |
| 2021 | King Richard                        | Vic Braden                              |                                  |

### Televisão
| Ano       | Título                                    | Papel                                    | Notas                                               |
| --------- | ----------------------------------------- | ---------------------------------------- | --------------------------------------------------- |
| 1986      | Jack and Mike                             | Anthony Kubecek                          |                                                     |
| 1987      | Night of Courage                          | Policeman                                | Filme para televisão                                |
| 1987      | Cheers                                    | Jim McNulty                              |                                                     |
| 1988      | Beverly Hills Buntz                       | Rinaldo de Martino                       |                                                     |
| 1988      | Day by Day                                | Mel Schrom                               | Papel recorrente                                    |
| 1988      | Sunny Spoon                               | Unknown                                  |                                                     |
| 1988      | Family Ties                               | Bob                                      |                                                     |
| 1989      | 21 Jump Street                            | Reed Bowman                              |                                                     |
| 1988–1989 | L.A. Law                                  | Barry Braunstein                         | 2 episódios                                         |
| 1989      | Family Ties                               | Glen                                     |                                                     |
| 1989      | Gideon Oliver                             | Jacob Waldner                            |                                                     |
| 1989      | Roseanne                                  | Burt Drucker                             |                                                     |
| 1989      | Taken Away                                | Lombardi                                 | Telefilme                                           |
| 1990      | Seinfeld                                  | Joel                                     | Episódio: "Male Unbonding"                          |
| 1990      | Sydney                                    | Jake                                     |                                                     |
| 1990      | Dear John                                 | Bob Morris                               |                                                     |
| 1990      | Blind Faith                               | Lieutenant Gladston                      | Minissérie; 2 episodes                              |
| 1992      | Double Edge                               | Webber                                   | Telefilme                                           |
| 1995      | The Four Diamonds                         | Charles Millard / Charles The Mysterious | Telefilme                                           |
| 1995      | JAG                                       | Rear Admiral Al Brovo                    | 2 episódios                                         |
| 1995      | Jack Reed: One of Our Own                 | Phil Brenner                             | Telefilme                                           |
| 1995      | Shadow of a Doubt                         | Mark Evola                               | Telefilme                                           |
| 1996      | Jack Reed: A Killer Among Us              | Phil Brenner                             | Telefilme                                           |
| 1996      | Unforgivable                              | Milton "Milt" Stella                     | Telefilme                                           |
| 1996      | Shattered Mind                            | Eric                                     | Telefilme                                           |
| 1997      | The Second Civil War                      | Jimmy Cannon                             | Telefilme                                           |
| 1997      | Arsenio                                   | Al                                       | Papel recorrente                                    |
| 1997      | On the Edge of Innocence                  | Dr. Barbico                              | Telefilme                                           |
| 1998–2000 | Godzilla                                  | Major Tony Hicks (voz)                   |                                                     |
| 1999      | The First Gentleman                       | The First Gentleman                      | Telefilme                                           |
| 1999      | Batman Beyond                             | Dr. Howard Hodges (voz)                  | Episódio: "Heroes"                                  |
| 2000      | The Beach Boys: An American Family        | Murry Wilson                             | Minissérie                                          |
| 2000      | God, the Devil and Bob                    | (voz)                                    | Papel recorrente                                    |
| 2000–2001 | Bette                                     | Roy                                      | Papel recorrente                                    |
| 2002      | The Practice                              | Bill Munce                               | Episódio: "Man and Superman"                        |
| 2002      | Gleason                                   | Jack Philbin                             | Telefilme                                           |
| 2002      | Push, Nevada                              | Mitch Mann                               |                                                     |
| 2002      | Boomtown                                  | Ron Berman                               |                                                     |
| 2003      | Ann Rule Presents: The Stranger Beside Me | Dick Reed                                | Telefilme                                           |
| 2003      | Dragnet                                   | J.J. Halsted                             | Episódio: "Let's Make a Deal"                       |
| 2003      | L.A. County 187                           | Lieutenant Bob Coughlan                  |                                                     |
| 2003      | Boston Public                             | Ed "Big Ed"                              | Episódio: "Chapter Seventy-Five"                    |
| 2004      | NTSB: The Crash of Flight 323             | Cyrus                                    | Telefilme                                           |
| 2004      | LAX                                       | Vic Tilden                               |                                                     |
| 2004      | Huff                                      | Berkowitz                                |                                                     |
| 2004      | NYPD 2069                                 | Joe Banning                              | Telefilme                                           |
| 2005      | Law & Order                               | Arnie MacLaren                           |                                                     |
| 2005      | Marsha Potter Gets a Life                 | Unknown                                  | Telefilme                                           |
| 2004–2006 | 7th Heaven                                | Coach Terry Hardwick                     | Papel recorrente                                    |
| 2006      | Lost                                      | Gordy                                    | Episódio: "The Long Con"                            |
| 2006      | Law & Order: Criminal Intent              | Detective Carson Laird                   |                                                     |
| 2006      | The Closer                                | Mar. Catalina                            |                                                     |
| 2006      | The Path to 9/11                          | Samuel "Sandy" Berger                    |                                                     |
| 2006      | A Perfect Day                             | Darren                                   |                                                     |
| 2006      | The Mikes                                 | Unknown                                  |                                                     |
| 2006–2007 | Boston Legal                              | Attorney Jonathan Weiner                 |                                                     |
| 2007      | Prison Break                              | Cooper Green                             |                                                     |
| 2007–2009 | Samantha Who?                             | Howard                                   |                                                     |
| 2010–2011 | Scooby-Doo! Mystery Incorporated          | Various Characters (voz)                 | Papel recorrente                                    |
| 2011      | Harry's Law                               | District Attorney George Kupcheck        |                                                     |
| 2011–2012 | Luck                                      | Marcus Becker                            |                                                     |
| 2013      | Prosecuting Casey Anthony                 | George Anthony                           | Telefilme                                           |
| 2013–2019 | Veep                                      | Ben Cafferty                             | Papel principal                                     |
| 2014      | True Detective                            | Major Ken Quesada                        |                                                     |
| 2015–2016 | Code Black                                | Dr. Taylor                               |                                                     |
| 2016      | American Dad!                             | Councilman (voz)                         | Episódio: "Roots"                                   |
| 2016      | The Night Of                              | Daniel Lang                              |                                                     |
| 2018      | Ghosted                                   | Mervyn "Merv" Minette                    |                                                     |
| 2019      | Documentary Now!                          | Rob Seger                                |                                                     |
| 2019      | City on a Hill                            | District Attorney Nathan Rey             |                                                     |
| 2019      | Suits                                     | George Richardson                        | Episódio: "Whatever It Takes"                       |
| 2019      | Constance                                 | Desconhecido                             |                                                     |
| 2020      | Miracle Workers                           | Tio Bert                                 |                                                     |
| 2020      | Mom                                       | Gary                                     | Episódio: "Smitten Kitten and a Tiny Boo-Boo Error" |
| 2021      | The Mosquito Coast                        | Margot's Dad                             |                                                     |
| 2022      | God's Favorite Idiot                      | Gene                                     | Papel principal                                     |
| 2022      | A League of Their Own                     | Morris Baker                             |                                                     |
| 2023      | Law & Order                               | Defense Attorney Keith Hollins           | Episódios: "Battle Lines" & "Deadline"              |